# 촌탈레스주

촌탈레스 주의 위치

촌탈레스주(스페인어: Departamento de Chontales)는 니카라과 중부에 위치한 주로 주도는 후이갈파이며 면적은 6,378km2, 인구는 182,000명(2005년 기준)이다. 니카라과호 동안과 접하며 10개 지방 자치체를 관할한다.

주기